# 二面體
在幾何學中，二面體是指由2個面組成的多面體，但由於三維空間中的多面體至少要具有4個面，因此少於四個面的多面體只能是退化的，換句話說，小於4個面的多面體無法具有非零的體積。二面體中最常見的就是多邊形二面體，即由兩個全等的平面圖型封閉出的零體積空間所形成的退化多面體。最簡單的二面體是一種球面鑲嵌：一角形二面體，它的對偶是一面形。另外二面體也可以以環形多面體或正則地區圖的形式存在。
二面體中不存在任何柱體，因為如果柱體要僅有兩個面，代表其不存在側面，而這樣的立體就不是柱體了。

## 常見的二面體

### 平面圖形
任何平面圖形都可以視為一個二面體，並且屬於二面體群。
若將一封閉的平面圖形放置於三維空間也可以視為一個二面體，如多邊形二面體。他們皆屬於二面體群，是透鏡空間的基本域。

### 球面鑲嵌
二面體可以以球面鑲嵌的方式存在，最簡單的例子是二面形。
| 名稱         | 二面形 | 一角形二面體                   | 多邊形二面體                  |
| 圖像         |        |                                |                               |
| 施萊夫利符號 | {2,2}  | {1,2} h{2,2}                   | {n,2}                         |
| 考克斯特記號 |        | node_h · 2x · node · 2x · node | node_1 · n · node · 2x · node |

#### 二面形
一個二面形，是一種由二個鑲嵌在球體上的球弓形組成的多面形，施萊夫利符號中利用{2,2}來表示，該符號表達了二面形的結構——每個頂點都是2個二角形的公共頂點。

#### 一角形二面體

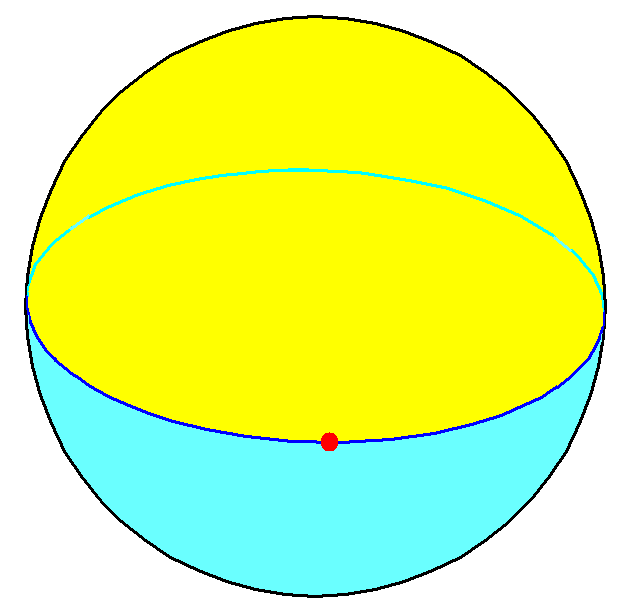
球面上的一角形二面體

一角形二面體，又稱為雙一角形（dimonogon）是一種退化的多邊形二面體，由2個一角形組成，這個幾何結構只有1個頂點，該頂點為2個一角形的公共頂點，在施萊夫利符號中用{1,2}表示，其具有2個面、1條邊和1個頂點，對偶多面體是一個一面體：一面形。
在球面幾何學中，一角形二面體是一個球面上的一個圓上任一頂點。這形成了一個二面體，施萊夫利符號中利用{1,2}來表示，與的兩個半球形一角形面，共用一個360°的邊和一個頂點。它的對偶是一面形，施萊夫利符號中利用{2,1}來表示，具有一個二角形面（一個完整的360°弓形），一個180°的邊緣，和兩個頂點，因此屬於一面體。
一角形二面體可以截角為三面形。
| 作為正則地區圖的一角形二面體。兩個面分別以藍色和黃色表示 | 截角的一角形二面體，紅色為截角的截面，所形成的立體為三面形 |

### 一角錐

作為球面鑲嵌的一角錐

一角錐是指底面為一角形的錐體，由於其底面為一角形，因此在歐幾里得空間中，其已經退化無法擁有體積。在球面幾何學中，其可以作為球面鑲嵌，此時的一角錐由1個球面一角形和1個球面三角形構成。這種一角錐共有2個面、2條邊和2個頂點。一角錐的對偶多面體同樣是一角錐，因此是一種自身對偶的多面體。

### 雙一角錐
雙一角錐是以一角形為底的雙錐體，為一角柱的對偶多面體。由於其以一角形為底，因此在歐幾里得空間中，其已經退化無法擁有體積。在球面幾何學中，其可以作為球面鑲嵌，這種雙一角錐由2個面、3條邊和3個頂點組成，其兩個面都是三角形，但拓撲結構與三角形二面體不同，其中的兩個頂點為對蹠點，剩下的一個頂點位於赤道面上連結與對蹠點相連的兩條邊。雙一角錐的對偶多面體為一角柱。

### 環形多面體

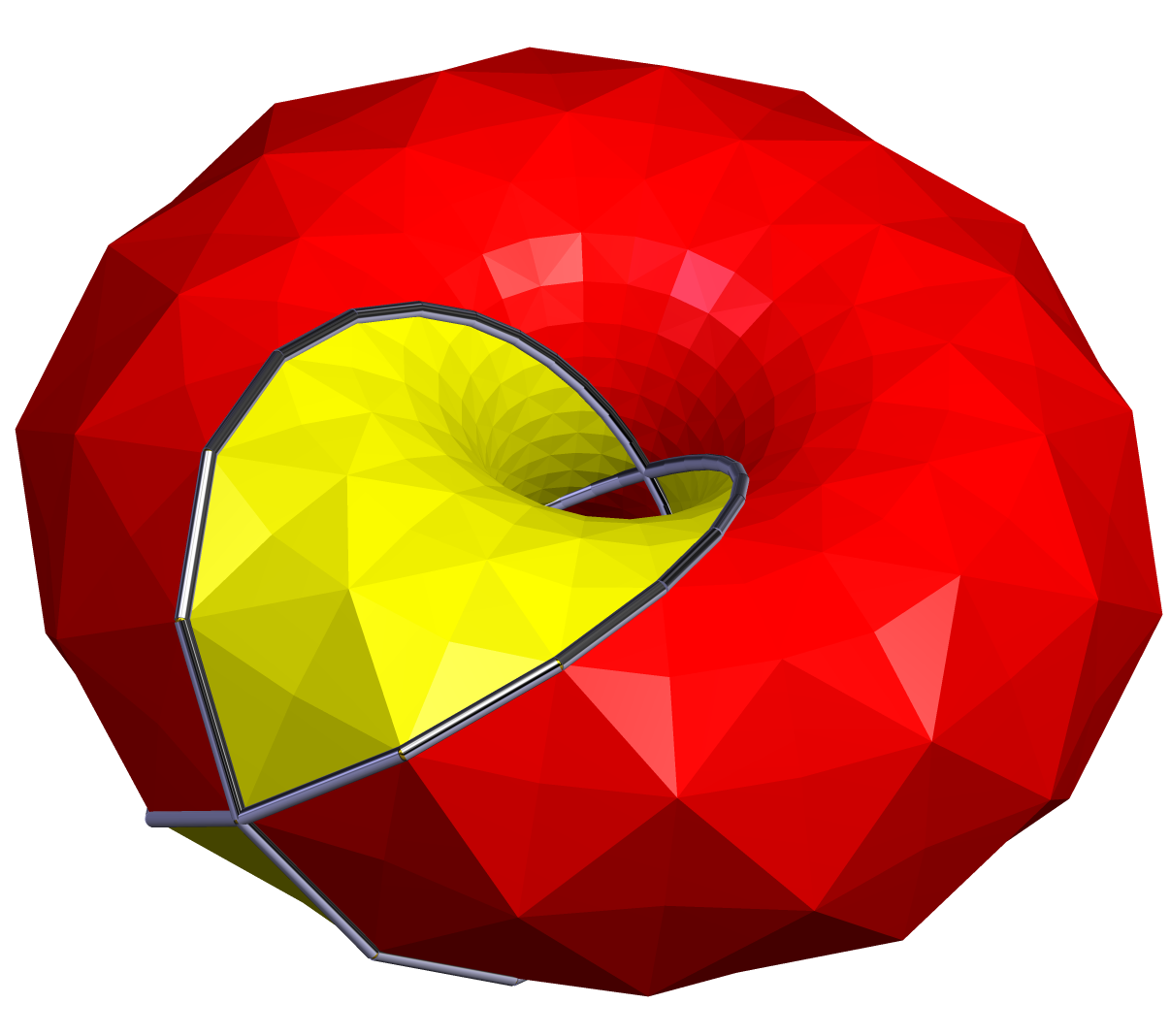
{4,4}_{1,1}是一種在環面由兩個兩兩共用頂點的四邊形組成

部分的環形多面體也是二面體，例如{4,4}1,1是一種環形二面體，為環面上的兩個四邊形面共用2個頂點和4條邊；以及{3,6}1,0也是一種環面二面體，為環面上兩個三角形共用一個頂點和三條邊。

### 正則地區圖
部分的正則地區圖由兩個面組成，可以視為二面體的一種，例如虧格為2的二面正則地區圖有S2:{8,4}、S2:{6,6}和S2:{5,10}。其中S2:{8,4}為由兩個八邊形面共用4個頂點和8條邊，並且八邊形在頂點周圍自我重複相鄰兩次，也就是頂點周圍圍繞著4個八邊形，且對應的皮特里多邊形為八邊形，因此其在施萊夫利符號中可以用{8,4}8來表示；S2:{6,6}為由兩個六邊形共用兩個頂點和6條邊，並且六邊形在頂點周圍自我重複相鄰三次，也就是其頂點周圍圍繞著六個六邊形，且對應的皮特里多邊形為二角形，因此在施萊夫利符號中可以用{6,6}2來表示；S2:{5,10}為由兩個五邊形共用一個頂點和5條邊，並且五邊形在頂點周圍自我重複相鄰五次，也就是其頂點周圍圍繞著10個五邊形，且對應的皮特里多邊形為二角形，因此在施萊夫利符號中可以用{5,10}2來表示。
| 虧格 | 名稱       | 施萊夫利符號 | 頂點 | 邊 | 面 | 組成面   | 頂點圖                           | 皮特里多邊形 | 對偶               |
| ---- | ---------- | ------------ | ---- | -- | -- | -------- | -------------------------------- | ------------ | ------------------ |
| 2    | S2:{8,4}   | {8,4}8       | 4    | 8  | 2  | 八邊形   | 四邊形（4個八邊形的公共頂點）    | 八邊形       | S2:{4,8}（4個面）  |
| 2    | S2:{6,6}   | {6,6}2       | 2    | 6  | 2  | 六邊形   | 六邊形（6個六邊形的公共頂點）    | 二角形       | 自身對偶           |
| 2    | S2:{5,10}  | {5,10}2      | 1    | 5  | 2  | 五邊形   | 十邊形（10個五邊形的公共頂點）   | 二角形       | S2:{10,5}（1個面） |
| 3    | S3:{12,4}  | {12,4}6      | 6    | 12 | 2  | 十二邊形 | 四邊形（4個十二邊形的公共頂點）  | 六邊形       | S3:{4,12}（6個面） |
| 3    | S3:{8,8}4  | {8,8}4       | 2    | 8  | 2  | 八邊形   | 八邊形（8個八邊形的公共頂點）    | 四邊形       | 自身對偶           |
| 3    | S3:{8,8}2  | {8,8}2       | 2    | 8  | 2  | 八邊形   | 八邊形（8個八邊形的公共頂點）    | 二角形       | 自身對偶           |
| 3    | S3:{7,14}  | {7,14}2      | 1    | 7  | 2  | 七邊形   | 十四邊形（14個七邊形的公共頂點） | 二角形       | S3:{14,7}（1個面） |
| 4    | S4:{16,4}  | {16,4}16     | 8    | 16 | 2  | 十六邊形 | 四邊形（4個十六邊形的公共頂點）  | 十六角形     | S4:{4,16}（8個面） |
| 4    | S4:{12,6}  | {12,6}4      | 4    | 12 | 2  | 十二邊形 | 六邊形（6個十二邊形的公共頂點）  | 四邊形       | S4:{6,12}（4個面） |
| 4    | S4:{10,10} | {10,10}2     | 2    | 10 | 2  | 十邊形   | 十邊形（10個十邊形的公共頂點）   | 二角形       | 自身對偶           |
| 4    | S4:{9,18}  | {9,18}2      | 1    | 9  | 2  | 九邊形   | 十八邊形（18個九邊形的公共頂點） | 二角形       | S4:{18,9}（1個面） |

### 圓錐
在不嚴謹的情況下，圓錐也能算是一種二面體，因為它可以看做是只有兩個面的幾何體，由一曲面（側面）和一圓形平面（底面）所組成。

### 二面體列表
| 名稱                             | 種類                         | 圖像 | 符號     | 頂點 | 邊 | 面 | χ  | 面的種類            | 對稱性                     |
| -------------------------------- | ---------------------------- | ---- | -------- | ---- | -- | -- | -- | ------------------- | -------------------------- |
| 一角形二面體                     | 多邊形二面體                 |      | {1,2} ·  | 1    | 1  | 2  | 2  | 2個一角形           | C1v （*22）                |
| 二面形                           | 多面形 多邊形二面體          |      | {2,2} ·  | 2    | 2  | 2  | 2  | 2個二角形           | D2h （*222）               |
| 一角錐                           | 角錐 退化多面體 球面多面體   |      | ( )∨{1}  | 2    | 2  | 2  | 2  | 1個一角形 1個三角形 | C1v, [1]                   |
| 雙一角錐                         | 雙錐體 退化多面體 球面多面體 |      | { }+{1}  | 3    | 3  | 2  | 2  | 2個三角形           | D1h, [1,2], (*221) order 4 |
| 四面形半形 （hemi-4-hosohedron） | 多面形 多面體半形            |      | {2,4}4/2 | 1    | 2  | 2  | 1  | 2個二角形           |                            |
| 三維多邊形                       | 多邊形二面體                 |      | {n,2} ·  | n    | n  | 2  | 2  | 2個全等的多邊形     | Dnh （*n22）               |
| 二階無限邊形鑲嵌                 | 鑲嵌圖                       |      | {∞,2} ·  | ∞    | ∞  | 2  | 2  | 2個無限邊形         | [∞,2], (*∞22)              |
| {4,4}1,1                         | 環形多面體                   |      | {4,4}1,1 | 2    | 4  | 2  | 0  | 2個正方形           |                            |
| {3,6}1,0                         | 環形多面體                   |      | {3,6}1,0 | 1    | 3  | 2  | 0  | 2個正三角形         |                            |
| S2:{8,4}                         | 正則地區圖                   |      | {8,4}8   | 4    | 8  | 2  | -2 | 2個八邊形           |                            |
| S2:{6,6}                         | 正則地區圖                   |      | {6,6}2   | 2    | 6  | 2  | -2 | 2個六邊形           |                            |
| S2:{5,10}                        | 正則地區圖                   |      | {5,10}2  | 1    | 5  | 2  | -2 | 2個五邊形           |                            |
| 圓錐體                           | 非嚴格多面體 曲面 柱體       |      |          | 1    | 1  | 2  | 2  | 1個曲面 1個圓形     |                            |